# Nisída Levítha
Nisída Levítha är en ö i Grekland.   Den ligger i prefekturen Nomós Dodekanísou och regionen Sydegeiska öarna, i den sydöstra delen av landet, 270 km öster om huvudstaden Aten. Arean är 9,1 kvadratkilometer.
Terrängen på Nisída Levítha är platt. Öns högsta punkt är 136 meter över havet. Den sträcker sig 3,9 kilometer i nord-sydlig riktning, och 7,0 kilometer i öst-västlig riktning.